# Haris Tahir
Haris Tahir (Urdu: حارث طاہر; * 9. April 2000 in Lahore) ist ein pakistanischer Snookerspieler. Über die Asia-Oceania Q School qualifizierte er sich 2024 für die Profitour. 

## Karriere

### Jugend und frühe Amateurjahre
Haris Tahir begann mit 14 Jahren mit dem Snookerspielen. In Pakistan gewann er einmal in der Altersklasse U18 und einmal in der U21 den nationalen Titel. Bereits mit 15 Jahren begann er aber auch an internationalen Meisterschaften teilzunehmen. Bei den ersten beiden Auftritten bei der U21-Asienmeisterschaft kam er jeweils bis ins Viertelfinale. 2018 schaffte er es bis ins Finale, das er mit 4:6 gegen Aung Phyo aus Myanmar verlor. Bei der U18-Weltmeisterschaft schied er in diesem Jahr im Viertelfinale aus. Nach einer kleinen Durststrecke und der Unterbrechung im Amateursnooker durch die COVID-19-Pandemie folgten 2021 weitere Erfolge: Bei der Asienmeisterschaft kam er ohne Beteiligung chinesischer Spieler ins Halbfinale, das er gegen Amir Sarkosh, Titelträger von 2018, mit 3:5 verlor. Bei der nationalen Meisterschaft erreichte er ebenfalls erstmals die Vorschlussrunde.
2022 wurde eine Q School für Asien/Ozeanien eingeführt und Tahir nahm teil, um sich darüber für die Profitour zu qualifizieren. Die ersten Versuche endeten früh, aber 2024 gelang ihm im zweiten Turnier der Durchmarsch ins Entscheidungsspiel, das er mit 4:2 gegen den Chinesen Lan Yuhao gewann. Damit sicherte er sich mit 24 Jahren zwei Jahre als Profispieler auf der World Snooker Tour.

### Profitour
Den Auftakt der WST-Saison 2024/25 verpasste Tahir, doch bereits in der Qualifikation für die Wuhan Open gelang ihm gegen Jamie Jones, immerhin ein Top-40-Spieler, sein erster Profisieg. Anschließend qualifizierte er sich gegen Dean Young auch für die British Open, wo er mit einem Sieg über Amateur Simon Blackwell unter die Letzten 32 vorstieß. Es blieb aber sein bestes Ergebnis. Mehrere Male gewann er sein Auftaktspiel, unter anderem auch bei der UK Championship und der Weltmeisterschaft. Bei anderen hochwertigen Turnieren machte er aber keine Punkte für die Weltrangliste, und so stand er am Ende des ersten Jahrs nur auf Platz 106.

## Erfolge
International
- Asienmeisterschaft: Halbfinale 2021
- U21-Asienmeisterschaft: Finale 2018

National
- Pakistanischer U18-Meister: 2016
- Pakistanischer U21-Meister: 2020